# DBase
 (avril 2016).
Si vous disposez d'ouvrages ou d'articles de référence ou si vous connaissez des sites web de qualité traitant du thème abordé ici, merci de compléter l'article en donnant les références utiles à sa vérifiabilité et en les liant à la section « Notes et références ».
dBASE est un SGBD destiné à faire partager des fichiers de données par plusieurs utilisateurs. C’est la plus ancienne application de ce genre sur micro-ordinateur et, aux dires de certains journalistes, la plus populaire au tout début des années 1980. Le logiciel dBase comportait un système d'indexation hiérarchique, un moteur de recherche, un constructeur de GUI et un micro-langage de programmation qui permettait de combiner ces différentes fonctionnalités. Le format de données du logiciel dBase, reconnaissable à l'extension .dbf, est encore utilisé pour sa simplicité.
dBase, écrit par Wayne Ratliff pour un micro-ordinateur tournant sur le système d'exploitation CP/M, a d’abord été commercialisé en 1980 par Ashton-Tate, puis a été porté sous DOS pour les Apple II et IBM PC. Ashton-Tate a poursuivi le développement avec les versions dBASE II, dBASE III et dBASEIII Plus. En 1991, il est racheté par Borland qui sort la version dBASE IV et dBASE V sous Windows. Aujourd'hui c'est une société américaine, dBASE llc, qui développe le logiciel sous le nom DBASE PLUS.

## dBASE II
Il est le standard des gestionnaires de fichiers, doté d'un langage d'interrogation et de programmation de haut niveau. Conçu tout d'abord pour le système d'exploitation CP/M (comme l'Osborne 1 avec lequel il était livré en standard dans sa suite de logiciels) et les micro-ordinateurs 8 bits, il a été adapté ensuite aux systèmes MS-DOS et PC-DOS fonctionnant sur les micro-ordinateurs 16 bits. Les données et les programmes écrits sous dBASE II sont « portables » sur plus de 90 % des micro-ordinateurs professionnels et semi-professionnels. Cette compatibilité dépasse celle du BASIC[réf. nécessaire]. Ashton-Tate a écrit totalement le programme en langage C, pour l'adapter aux performances des nouveaux 16 bits et utiliser leurs possibilités.

## dBASE III et III Plus
Ashton-Tate dans cette nouvelle version en profite pour « gommer » quelques problèmes de dBASE II et transformer ce dernier en un véritable gestionnaire de base de données relationnelles. La compatibilité ascendante avec dBASE II est excellente, les programmes pouvant être repris avec des modifications minimales et les fichiers convertis facilement. Comme dBASE II, dBASE III peut-être utilisé en mode direct ou « conversationnel » et en mode programme. La version III Plus donne une dimension supplémentaire, celle du mode multi-utilisateur.
Limitations de dBASE III
- 1 milliard d'enregistrements par fichier ;
- 10 fichiers de données ouverts en même temps ;
- 15 fichiers (données, index, programmes, mémo) ouverts simultanément ;
- 7 fichiers-index ouverts simultanément ;
- 128 champs par fichier ;
- 4 000 caractères par enregistrement ;
- un fichier « mémo » qui, lié au fichier de données, peut contenir jusqu'à 5 000 caractères avec l'éditeur standard de dBASE, 512 Ko avec un autre éditeur de textes ;
- 15,9 chiffres de précision des valeurs numériques ;
- 1,0 × 10308 comme plus grand nombre ;
- -1,0 × 10308 comme plus petit nombre ;
- l'utilisation possible du coprocesseur 8087 pour une plus grande rapidité de calcul ;
- des fonctions mathématiques et statistiques intégrées ;
- 256 variables-mémoire occupant au maximum 6 000 caractères en standard ;
- 254 caractères maximum par ligne de commande ;
- 254 caractères par champ ;
- 100 caractères par clé d'index.

dBASE III Plus
- Cette version amène surtout la possibilité de travailler en multiposte sur les réseaux locaux supportant l'interface logicielle MS.NET, tels que PC NETWORK ou GOUPIL.NET. D'autres types de réseaux comme Novell sont acceptés.
- L'interface utilisateur en mode direct est largement améliorée par l'emploi de menus déroulants et d'outils sophistiqués de recherche et de modification de l'environnement. D'autre part le traitement des erreurs possibles à l'intérieur d'un programme et le nouveau mode trace (HISTORY) de « déboguage » permettent à un utilisateur, même peu expérimenté, de monter lui-même sa propre application.

## dBASE IV
dBASE-IV a été rendu disponible en octobre 1988. Peu après, les ventes ont commencé à baisser. Cela s'explique en partie par une concurrence forte de FoxBase et de Clipper. Mais aussi par la présence nombreuse de bugs.
Ashton-Tate a jugé que la meilleure alternative possible était encore de suivre FoxBase, son modèle. Mais, l'entreprise fut bientôt invendable et fut reprise par Borland en 1991. Les bogues de dBASE-IV ont été partiellement réparés ce qui lui a permis de s'exporter sur le SPARC de Sun, l'AIX d'IBM et le système de mémoire virtuelle de DEC. dBASE-IV est resté son produit phare jusqu'en 1993.

## dBASE V (sous Windows)
Avec la généralisation de l'environnement Windows, dBase est devenu un logiciel de création d'applications doté d'un langage de programmation évolué mais aussi d'une interface de création d'applications rapide par glisser-déplacer.

## Visual dBASE
Visual dBase est le nom donné par Borland a plusieurs de ses versions de dBase, les 5.x 16 bits et 7.X 32 bits. Borland cherchant ensuite à se recentrer sur les outils RAD a cédé dBase à une SSII américaine, KSoft, spécialiste de longue date des développements autour de dBase.

## dB2K, dBASE Plus
Après la cession de dBase par Borland à KSoft, le produit, repris en main, s'est appelé quelque temps dB2K puis, à la suite d'un concours lancé auprès des utilisateurs pour un nouveau nom, dBase Plus.
En mars 2011 est mise sur le marché une version importante, la 2.7 : dBase a abandonné le C++ de Borland pour le réécrire avec le nouveau compilateur de Microsoft. dBase Plus est devenu ainsi l'un des logiciels majeurs totalement respectueux des impératifs de Windows 7.
En 2012 dBASE Plus 8 permet l'utilisation d'ADO.
En 2014 dBASE Plus 9 amorce un virage. Il ne fonctionne plus sous Windows Xp mais seulement sur les versions suivantes à partir de Vista. En août pour la version 9.2 le français revient agrémenter l'interface. En 2017 la version 11 est adaptée à Windows 10 et permet la programmation pour tablettes à écran tactile.